# Schmöltz Margit
Schmöltz Margit (Esztergom, 1972. november 19. –) magyar író, könyvtáros, könyvtárvezető. Regényeket, novellákat ír.

## Életpályája
Szülei Schmöltz Miklós és dr. Urbán Margit. Esztergomban született, mivel édesanyja akkoriban Tát-Kertvárosban dolgozott háziorvosként. A szülők később a Videoton gyárban kaptak munkát, ezért a család Székesfehérvárra költözött. Itt töltötte gyermekéveit. A Vorosilovgrád Lakótelepi Általános Iskolába (ma Vízivárosi Általános Iskola) járt. A Vasvári Pál Gimnáziumban érettségizett, ahol Sobor Antalhoz járt irodalom fakultációra. 1991-1995 között Esztergomban a Vitéz János Római Katolikus Tanítóképző Főiskola (ma Pázmány Péter Katolikus Egyetem Vitéz János Kara) végzett, tanító-művelődésszervező (könyvtáros, könyvterjesztő) szakon. Két alkalommal ért el első helyezést az Országos Tudományos Diákköri Konferencia művelődéselmélet – művelődéstörténet szekciójában. 1996-1997-ben két szemesztert hallgatott az Eötvös Loránd Tudományegyetem Bölcsészettudományi Karán, könyvtár szakon. 1997-1998-ban ugyancsak az Eötvös Loránd Tudományegyetem Bölcsészettudományi Karán kulturális menedzser felsőfokú képesítést szerzett. Informatikus könyvtárosként a Debreceni Egyetem Informatikai Karán, levelező tagozaton végzett.
Középiskolásként verseket írt, később fiataloknak szóló, tudománytörténeti, ismeretterjesztő művei jelentek meg. Első regénye Kő kövön címmel 2019-ben jelent meg a Lazi Könyvkiadó gondozásában. A sólyom szárnyat bont és a Sólymok fellege című kétkötetes műve Anonymus életét mutatja be, merően új, meglepő megközelítésből. Rendszeresen részt vesz novellapályázatokon. Történelmi regényeiben a középkori orvoslást, a női lelket mutatja be. Az emlékezés, az emberi tudás relativitása és a tudománytörténeti érdekességek foglalkoztatják. Sajátos hangú műveiben az idő hol lelassul, hol felgyorsul. Minden regényében megtalálható egy "Középnyolcas" című fejezet, amely az idő múlását, esetlegességét mutatja be, és hidat képez a fejezetek között. (A zenei bridge mintájára.) A tudomány- és művelődéstörténet, ezen belül is az orvostörténet egyedi utakra terelte szövegeit: a női lét alapkérdéseit feszegeti, a medicina históriájával, a kultúrtörténet érdekességeivel fűszerezve. Történeteiben a történelmi tények jelentik a kapaszkodót, a biztos pontot, a köréjük szőtt fikcióban a női gondolkodásmód, világlátás kerül előtérbe. Hősei a férfiak által kormányzott mindennapokban csendesen, asszonymódra szövögetik a szálakat, és életben tartják az emberiséget: szerelembe esnek, gyermeket szülnek, táplálják a családjukat, gyógyítanak, bábáskodnak és temetnek – mikor, mire van szükség.
Szervező, közösségépítő személyiség. Irodalmi programokat, táborokat, kvíz- és történelmi játékokat valósít meg. Cs. Szabó Sándorral közösen forgatták a Hatszemes című, írásról szóló sorozatukat. A Történelmiregény-írók Társaságának tagja, egyben alelnöke is.
Az esztergomi Helischer József Városi Könyvtár és a Kapcsolatok Háza igazgatójaként szintén szoros kapcsolatot ápol az irodalommal.
Két lányával, Blankával és Flórával él Esztergomban.

## Eredmények, ösztöndíjak
- 2021 100 szóban Budapest, pályázat, “A rakparton” Archiválva 2022. november 19-i dátummal a Wayback Machine-ben c. vers díjazott
- 2021 Regényes természet, regénypályázat, a “Kék imágó” c. ifjúsági regény díjazott
- 2021 Domonkos rend novellapályázat a “ A kiskanna” c. novella díjazott
- 2021 Kép-írás vers- és novellaíró pályázat, Táti Kultúrház és Könyvtár, (novella kategória) 1. díj, A táti angyaltoll
- 2021 Kép-írás vers- és novellaíró pályázat, Táti Kultúrház és Könyvtár, (vers kategória) különdíj, Tát himnusza
- 2018 JCDecaux pályázatán a “Flitter” c. novella a 20 legjobb között
- 2017 Aranyvackor mesepályázat, a “Tódor és az oktondok” c. mese döntős
- 1995 Pro Renovanda Cultura Hungariae Alapítvány, kutatási ösztöndíj
- 1995 Lánczos Kornél – Szekfű Gyula Alapítvány,[3] kutatási ösztöndíj
- 1995 Fáy András Alapítvány, ösztöndíj
- 1995 Országos Tudományos Diákköri Konferencia, Művelődéselmélet és –történet, kulturális menedzsment szekció, 1. helyezés
- 1995 Köztársasági ösztöndíj
- 1993 Pro Renovanda Cultura Hungariae Alapítvány, kutatási ösztöndíj
- 1993 Országos Tudományos Diákköri Konferencia, Művelődéselmélet és –történet, kulturális menedzsment szekció, 1. helyezés
- 1991 „Vasváriért” kitüntetés

## Művei
- 2024 Nincs semmi baj. Szerelmek a tatárjárás idején (történelmi regény), Debrecen, Gold Book Kiadó
- 2023 Bakóczy Sára · Bányai D. Ilona · Cselenyák Imre · Fábián Janka · Gál Vilmos · Gáspár Ferenc · Hacsek Zsófia · Izolde Johannsen · Jezsó Ákos · Kapa Mátyás · Nemere István · Novák Andor · Schmöltz Margit · Soós Tibor · Szélesi Sándor · Trux Béla: Buda & Pest. Egy város zivataros századaiból,  Budapest, Historycum (2. kiadás: 2024)
- 2023 Botticelli szerelmei – Hársfakánon (történelmi regény), Debrecen, Gold Book kiadó
- 2022 Kék imágó, (ifjúsági regény), Szeged, Könyvmolyképző Kiadó
- 2022 Sólymok fellege, Anonymus II. (történelmi regény), Szeged, Lazi Kiadó
- 2020 A sólyom szárnyat bont, Anonymus I. (történelmi regény), Szeged, Lazi Kiadó
- 2019 Kő kövön ( történelmi regény), Szeged, Lazi Kiadó
- 2002 Varázslók és varázslatok: Érdekes kérdések és válaszok gyerekeknek, Kisújszállás, Szalay Könyvkiadó, 64 p., ISBN 963945026X
- 2000 Rejtőző nevek lexikona, Kisújszállás, Szalay Könyvkiadó, 336 p., ISBN 0489001351104
- 1998 Mérföldkövek a civilizáció történetében: Tudománytörténetről gyerekeknek, Kisújszállás, Szalay Könyvkiadó, 160 p., ISBN 9639178144

### Cikkek, egyéb írások
- 2022 Aranypacal (novella) https://orszagut.com/szepirodalom/aranypacal-3596
- 2021 A táti angyaltoll (novella) In: Tamás Izabella (szerk.) : Átok, bosszú, erény;[4] Történelmiregény-írók Társasága
- 2021 A rakparton (vers) In: 100 szóban Budapest, POKET, Bp.
- 2020 Kiáll a kanül a karomból (novella) In: Barátság a négy fal között,[5] POKET, Bp.
- 2020 A labda (novella), https://helyorseg.ma/rovat/novella/schmoltz-margit-a-labda
- 2020 Türelem, türelem (Igeidők magazin) https://www.igeidok.hu/szoszek/turelem-turelem
- 2020 Legelőink, csendes vizeink (Igeidők magazin) https://www.igeidok.hu/szoszek/legeloink-csendes-vizeink
- 2020 Idő, idők, igeidők (Igeidők magazin) https://www.igeidok.hu/szoszek/ido-idok-igeidok
- 2020 Mivel foglalkozik egy információbróker? (interjú, Képmás Magazin) https://kepmas.hu/mivel-foglalkozik-egy-informaciobroker
- 2019 Javasasszonyok és önmagukat író történetek (interjú, Képmás Magazin) https://kepmas.hu/javasasszonyok-es-onmagukat-iro-tortenetek
- 2019 Ötszáz szavas szilánkok : Két és félpercesek, Szerk.:Tira Nael, Novák Zsuzsanna. Magánkiadás, ISBN 9786150072005
- 2019 Meseműhely, ahol a királylányok és szegénylegények életre kelnek (interjú, Képmás Magazin) https://kepmas.hu/mesemuhely-ahol-a-kiralylanyok-es-a-szegenylegenyek-eletre-kelnek
- 2019 Fodor Ferenc geográfus, aki az ötfelé tört Magyarország feltámadására várt (interjú, Képmás Magazin) https://kepmas.hu/fodor-ferenc-geografus-aki-az-otfele-tort-magyarorszag-feltamadasara-vart-trianon-100
- 2019 00 szóban Budapest? Bp., Mindspace
- 2019 Flitter (novella) In: Álljon meg egy novellára!, Budapest, Athenaeum Kiadó
- 2019 Szedjük szét! Nézzünk bele! (ismeretterjesztő cikk) In: Szitakötő folyóirat, 2019./1. sz., 32-33. p.
- 2019 Pifkó Célia: Szörnyek a szobádban (interjú, Képmás Magazin) https://kepmas.hu/pifko-celia-szornyek-a-szobadban%5B%5D
- 2019 Koppány – ahogyan eddig még nem ismertük (interjú, Képmás Magazin) https://kepmas.hu/koppany-ahogyan-eddig-meg-nem-ismertuk
- 2019 Flitter (novella) In: Egymegállós novellák, Budapest, Sztalker csoport, 2019., 86-88. p.
- 2018 Esztergombóc (mese) In: Esztergom és Vidéke Társadalmi és Kulturális Folyóirat, 2018./4. 54-55 p.
- 2018 Szörnyen jó mesekönyv : beszélgetés Pifkó Céliával (interjú) In: Esztergom és Vidéke Társadalmi és Kulturális Folyóirat, 2018./4. 51- 52 p.
- 2018 Panelmítosz (novella) In: Liget Műhely, Borotvaélen pályázat, 2018.06.13. https://ligetmuhely.com/liget/panelmitosz/
- 2018 Sem törökül, sem magyarul (novella) In: Micro Aether, 2018. június, e-book https://www.theblackaether.com/2018/07/22/micro-aether-2018-junius-letoltes/ Archiválva 2022. november 17-i dátummal a Wayback Machine-ben
- 2018 Schaffhauseni kutyák (novella) In: Micro Aether, 2018. július, Kórságok és járványok, e-book https://www.theblackaether.com/2018/07/15/micro-aether-2018-julius-korsagok-es-jarvanyok Archiválva 2022. november 17-i dátummal a Wayback Machine-ben
- 1991 Vetetlen égen (antológia, versek), Sárvár, Sárvár Város Polgármesteri Hivatala, ISBN 9630414899